# Heussé
Heussé est une ancienne commune française du département de la Manche et la région Normandie, devenue le 1er janvier 2016 une commune déléguée au sein de la commune nouvelle du Teilleul.
Elle est peuplée de 189 habitants.

## Géographie
La commune est limitrophe des départements de la Mayenne et de l'Orne
| Buais (comm. nouv. de Buais-les-Monts) | Le Teilleul                                            | Le Teilleul     |
| Fougerolles-du-Plessis (Mayenne)       | Heussé                                                 | Le Teilleul     |
| Fougerolles-du-Plessis (Mayenne)       | Désertines (Mayenne), Fougerolles-du-Plessis (Mayenne) | Mantilly (Orne) |

## Toponymie
Le nom de la localité est attesté sous les formes de Helceio en 1179, de Heuce vers 1200, in Heuceio en 1180.
Le gentilé est Heusséen.

## Histoire
Heussé était situé sur la voie romaine reliant Avranches à Jublains et sur celle de Bayeux à Jublains. Au lieu-dit la Poubelère ou la Millardière, subsiste une borne miliaire.
Au Moyen Âge, le village relevait du comté de Mortain. Au XVIe siècle le domaine appartenait à la famille de Montpensier. Mademoiselle de Montpensier donna le patronage de l'église d'Heussé à Charles de la Hautannière.
Au cours des troubles dus à la reprise de la Chouannerie, à partir de la fin décembre 1798, dans le Mortainais et notamment à Heussé où l'arbre de la liberté fut coupé et l'adjoint au maire, Garnier, assassiné.
Le 1er janvier 2016, Heussé intègre avec quatre autres communes la commune du Teilleul créée sous le régime juridique des communes nouvelles instauré par la loi no 2010-1563 du 16 décembre 2010 de réforme des collectivités territoriales. Les communes de Ferrières, Heussé, Husson, Sainte-Marie-du-Bois et Le Teilleul deviennent des communes déléguées et Le Teilleul est le chef-lieu de la commune nouvelle.

## Politique et administration

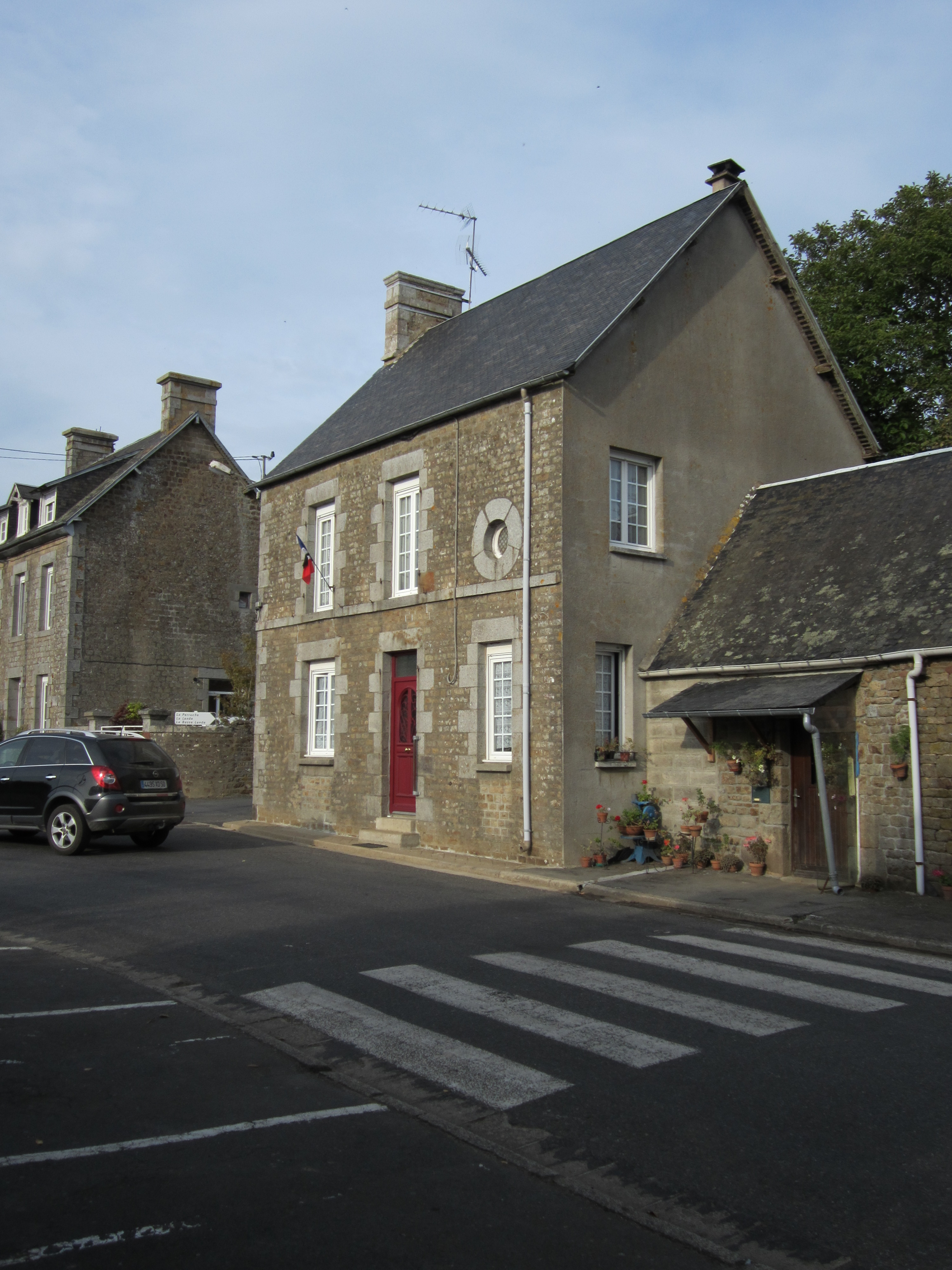
La mairie.

| Période                                  | Période       | Identité           | Étiquette | Qualité     |
| ---------------------------------------- | ------------- | ------------------ | --------- | ----------- |
| 1982                                     | mars 2001     | Maurice Launay     |           |             |
| mars 2001                                | mars 2014     | Jean-Claude Crotté | SE        |             |
| mars 2014                                | décembre 2015 | Jean-Marc Legrand  | SE        | Agriculteur |
| Les données manquantes sont à compléter. |               |                    |           |             |

## Démographie
En 2021, la commune comptait 189 habitants. Depuis 2004, les enquêtes de recensement dans les communes de moins de 10 000 habitants ont lieu tous les cinq ans (en 2006, 2011, 2016, etc. pour Heussé) et les chiffres de population municipale légale des autres années sont des estimations.
| 1793 | 1800 | 1806 | 1821 | 1831 | 1836 | 1841 | 1846 | 1851 |
| ---- | ---- | ---- | ---- | ---- | ---- | ---- | ---- | ---- |
| 900  | 906  | 977  | 897  | 848  | 874  | 941  | 942  | 880  |

| 1856 | 1861 | 1866 | 1872 | 1876 | 1881 | 1886 | 1891 | 1896 |
| ---- | ---- | ---- | ---- | ---- | ---- | ---- | ---- | ---- |
| 845  | 854  | 849  | 819  | 733  | 734  | 727  | 720  | 714  |

| 1901 | 1906 | 1911 | 1921 | 1926 | 1931 | 1936 | 1946 | 1954 |
| ---- | ---- | ---- | ---- | ---- | ---- | ---- | ---- | ---- |
| 701  | 645  | 625  | 529  | 544  | 540  | 555  | 551  | 524  |

| 1962 | 1968 | 1975 | 1982 | 1990 | 1999 | 2006 | 2011 | 2016 |
| ---- | ---- | ---- | ---- | ---- | ---- | ---- | ---- | ---- |
| 437  | 401  | 364  | 339  | 302  | 267  | 255  | 232  | 221  |

| 2019 | - | - | - | - | - | - | - | - |
| ---- | - | - | - | - | - | - | - | - |
| 212  | - | - | - | - | - | - | - | - |

## Lieux et monuments

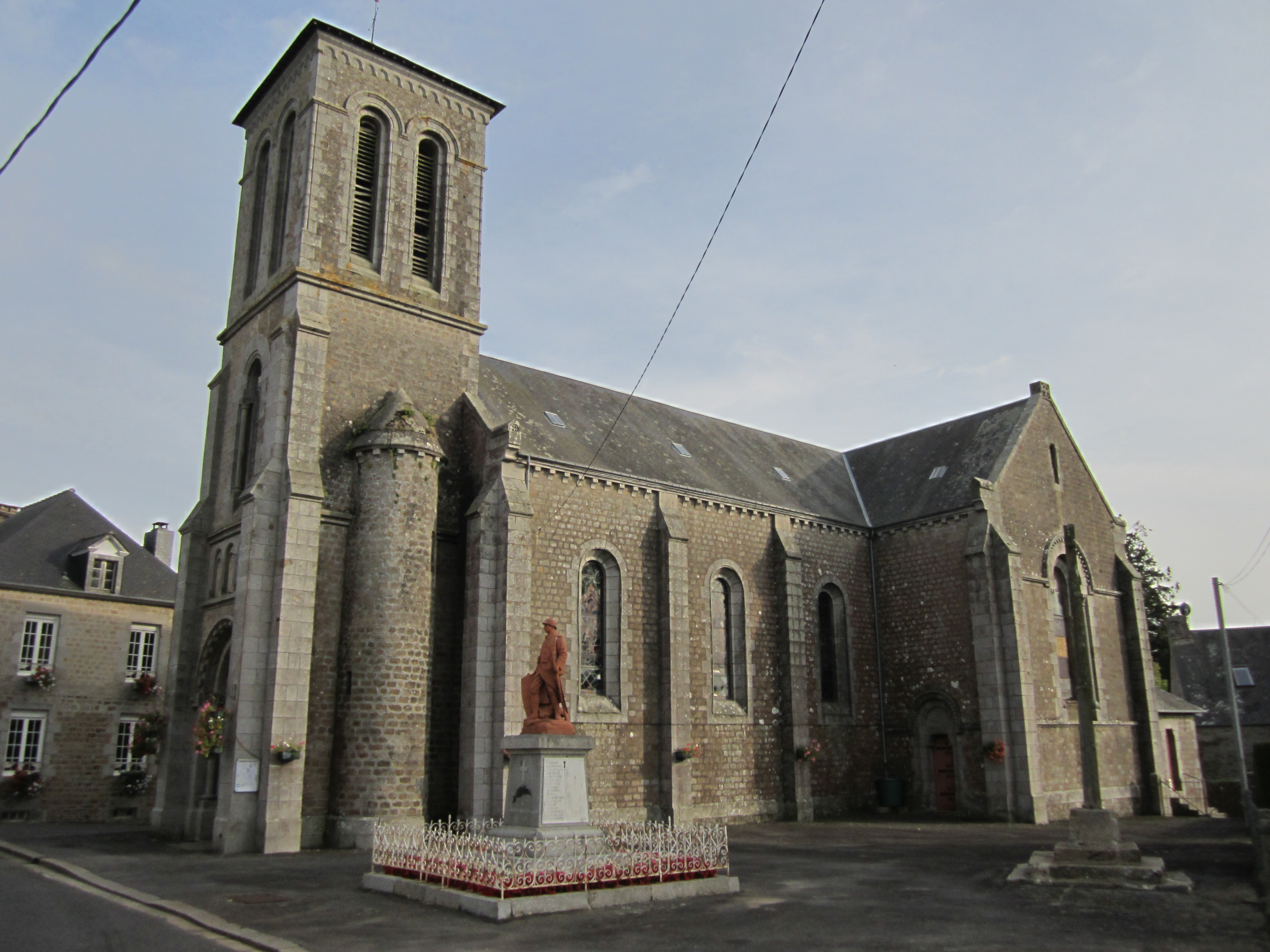
Église Saint-Pierre.

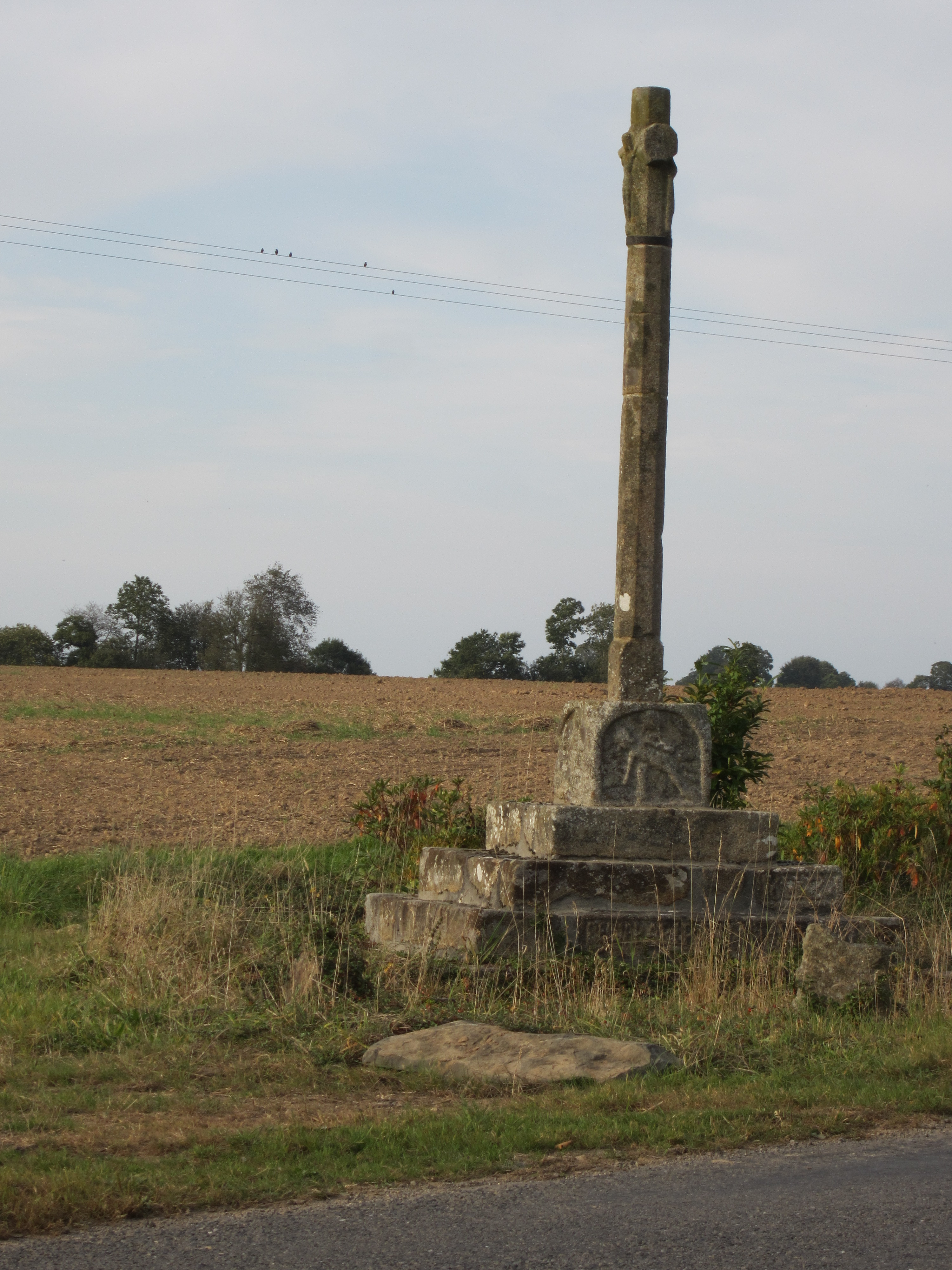
Croix de chemin dite la croix Neuve (XVIIe siècle).

- Château de Nantrail ou Nantraye (XIXe siècle), chapelle du château (XIXe siècle).
- Église Saint-Pierre (1896). Elle abrite un maître-autel (XIXe), un banc de chœur (XVIIe), un bénitier (XVe), un Chemin de croix de D. Maillart (XIXe), les statues de saint Clair (ou saint Paul), saint Pierre (XVIIIe), une verrière de Charles Lorin (XIXe).
- Calvaire (XIXe siècle), croix de l'ancien cimetière (XVIIe siècle) près de l'église, sept croix de chemin dont la Croix Neuve (XVIIe siècle) et une de 1688 vers le Teilleul.
- Lavoir.